# Al Lettieri
Pour les articles homonymes, voir Lettieri.
Alfredo Lettieri, dit Al Lettieri, né le 24 février 1928 à New York et mort le 18 octobre 1975 dans la même ville, est un acteur américain, connu principalement pour son rôle de Virgil Sollozzo dans le film Le Parrain en 1972.

## Biographie
La sœur de Lettieri, Jean, était marié au mafieux Pasquale Eboli, frère du chef de la famille Genovese, Thomas Eboli.
D'origine italienne, trapu, noiraud, l'œil volontiers cruel, Al Lettieri excellait dans les rôles de tueur sadique. Il fut l'un des méchants les plus en vue du cinéma américain des années 1970. Cette aura maléfique lui est peut-être venue du fait de ses connaissances avec de véritables gangsters tel Joe Gallo.
Il débute au cinéma à l'âge de 36 ans en 1964 dans Le Prix d'un meurtre. On le retrouve face à Steve McQueen chez Sam Peckinpah (Guet-apens), face à Marlon Brando, Al Pacino et James Caan chez Francis Ford Coppola (Le Parrain) en 1972, face à Charles Bronson chez Richard Fleischer (Mr. Majestyk) et face à John Wayne chez John Sturges. Il meurt prématurément d'une crise cardiaque à l'âge de 47 ans, laissant deux enfants.

## Filmographie
- 1964 : Le Prix d'un meurtre (The Hanged Man) de Don Siegel : Al (non crédité)
- 1965 : Wild Seed (Fargo)  - Bartender
- 1965 : La Créature des ténèbres (Dark Intruder) - Deuxième sergent
- 1967 : The Bobo  - Eugenio Gomez
- 1968 : The Night of the Following Day  - Al, le pilote
- 1971 : A Town Called Hell  - La Bomba
- 1972 : Pulp - Miller
- 1972 : Le Parrain de Francis Ford Coppola - Virgil (Le Turc) Sollozzo
- 1972 : Guet-apens (The Getaway) de Sam Peckinpah - Rudy Butler
- 1973 : The Don is dead - Vince
- 1973 : Le Shérif ne pardonne pas (The Deadly Trackers) - Gutierrez, policier mexicain
- 1974 : Un silencieux au bout du canon (McQ) - Manny Santiago
- 1974 : Mr. Majestyk - Frank Renda
- 1975 : Profession garde du corps (Vai gorilla) - Ciro Musante
- 1975 : Le Cogneur - Frank Barella
- 1975 : Dublin Murders
- 1976 : Bordella - Eddie Mordace

## Télévision
- 1972 : Footsteps - Zimmerman
- 1975 : Winner Take All (Time Lock) - Man at Track
- 1977 : Le Parrain (Mini-série) - Virgil Sollozzo

## Voix françaises
- Henry Djanik dans :
  - Guet-apens
  - Le Shérif ne pardonne pas
  - Un silencieux au bout du canon
  - Le Cogneur

et aussi
- Jean Leuvrais dans Le Parrain (1er doublage)
- Georges Aminel dans Mr. Majestyk
- Serge Sauvion dans Le Parrain (version mini-série)
- Georges Atlas dans Don Angelo est mort
- Pascal Massix dans Le Parrain (2e doublage)